# Peperomia fruticetorum
Peperomia fruticetorum är en pepparväxtart som beskrevs av C. Dc.. Peperomia fruticetorum ingår i släktet peperomior, och familjen pepparväxter. Inga underarter finns listade i Catalogue of Life.